# Альтман, Карл (политик)
Карл Альтман (нем. Karl Altmann, 8 января 1904 года, Австро-Венгрия — 29 декабря 1960 года, Австрия) — австрийский политический деятель, член Коммунистической партии Австрии. Министр электрификации и энергетики (1945—1947) и заместитель министра юстиции Австрии (1945). Последний австрийский коммунист, занимавший министерские посты.

## Биография
До установления австрофашистского режима был членом муниципального совета Вены.
После Второй мировой войны вошёл в состав Временного правительства Карла Реннера в качестве заместителя министра юстиции, став одним из 7 представителей КПА.
На парламентских выборах 1945 года КПА потерпела тяжёлое поражение, получив всего 5,4% голосов и 4 мандата. Однако представитель победившей Австрийской народной партии Леопольд Фигль под давлением оккупировавших Австрию стран Антигитлеровской коалиции решил сохранить коалиционное правительство с Социалистической и Коммунистической партиями, предложив коммунистам пост министра электрификации и энергетики в новом правительстве, который занял Альтман.
В 1947 году Австрия присоединилась к «плану Маршалла», против чего активно выступала КПА. 20 ноября Альтман покинул правительство, после чего партия перешла в оппозицию.
Был женат на Хелен Постранецки — первой женщине в Австрии, занимавшей государственный пост.